# Parada de Países Escandinavos (TRAM Alicante)
Países Escandinavos es una parada del TRAM Metropolitano de Alicante donde prestan servicio las líneas 4 y 5. Está situada en el barrio de Playa de San Juan, entre la zona antigua y la nueva del barrio.

## Localización y características
Se encuentra ubicada en la mediana de la avenida de las Naciones, en la intersección con la avenida de los Países Escandinavos y frente al campo de golf. En esta parada se detienen los tranvías de las líneas 4 y 5. Pertenece al bucle que forma el final de ambas líneas. Dispone de un andén y una vía.

## Líneas y conexiones
| << Cabecera        | < Estación | Línea | Estación > | Cabecera >>    |
| ------------------ | ---------- | ----- | ---------- | -------------- |
| Plaza de La Coruña | Instituto  |       | Holanda    | Luceros        |
| Plaza de La Coruña | Instituto  |       | Holanda    | Puerta del Mar |